# François Perrodo

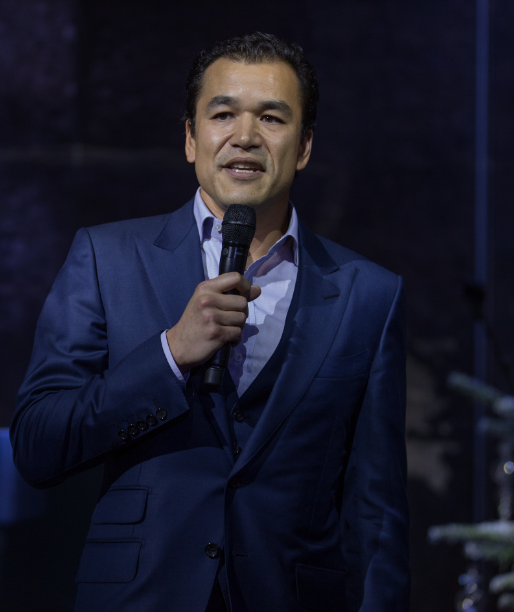
François Perrodo

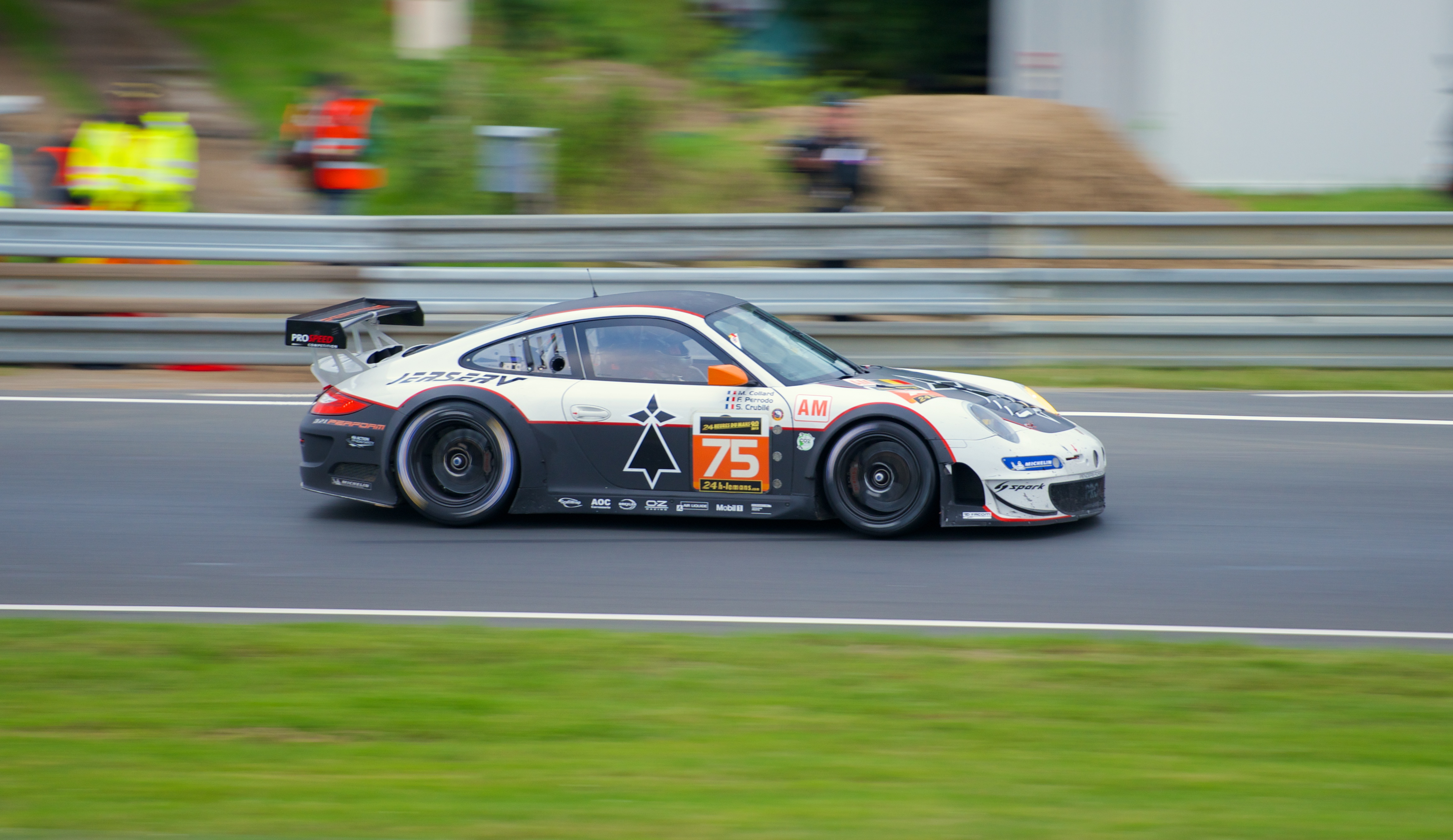
Der Porsche 997 GT3-RSR von Emmanuel Collard, Sébastien Crubilé und François Perrodo beim 24-Stunden-Rennen von Le Mans 2013

François Hubert Marie Perrodo (* 14. Februar 1977 in Singapur) ist ein französischer Unternehmer und Autorennfahrer.

## Familie und Unternehmer
François Perrodo ist das älteste dreier Kinder von Hubert Perrodo, dem Gründer von Perenco und passionierten Polospieler, und Carrie Perrodo, einem in Singapur geborenen Model. Carrie Perrodo ist Haupteigentümerin von Perenco, einem internationalen Erdgas- und Erdölförderunternehmen. Laut der The-World’s-Billionaires-List war sie 2016 mit einem Vermögen von 8,8 Milliarden US-Dollar die zehntreichste Französin.
François Perrodo studierte am  St Peter’s College an der University of Oxford und an der IFP Énergies nouvelles in Rueil-Malmaison. Seit 2007 ist er Geschäftsführer bei Perenco.

## Karriere als Rennfahrer
Neben seiner beruflichen Tätigkeit ist Perrodo in zwei Sportarten aktiv. Mit seinem 2006 verstorbenen Vater teilt er die Leidenschaft für den Polosport. 1999 war er Kapitän des Oxford University Polo Teams. Seit 2012 bestreitet er GT- und Sportwagenrennen. Nach ersten Einsätzen in der Blancpain Endurance Series ist er seit 2013 regelmäßiger Starter in der European Le Mans Series und der FIA-Langstrecken-Weltmeisterschaft. Sein größter Erfolg war der Gesamtsieg in LMGT-Am-Klasse in der Weltmeisterschaft 2016.
Fünfmal war er beim 24-Stunden-Rennen von Le Mans am Start. Beste Platzierung im Schlussklassement war der 26. Rang 2015. Besonders ereignisreich war der Einsatz 2017. Erst hatte sein Teamkollege Matthieu Vaxivière im Oreca 07 eine Kollision mit dem Ferrari 488 GTE von Pierre Kaffer. Der Ferrari wurde vor der ersten Schikane der Hunaudieres-Geraden abgedrängt, prallte in die Leitschiene und fiel aus. Das Team um Perrodo erhielt daraufhin eine 10-Minuten-Stop-and-Go-Strafe. Im weiteren Verlauf des Rennens hatte dann Emmanuel Collard mit dem Wagen einen schweren Unfall, der auch für dieses Team den Ausfall bedeutete. Collard blieb dabei unverletzt.

## Statistik

### Le-Mans-Ergebnisse
| Jahr | Team                 | Fahrzeug               | Teamkollege            | Teamkollege        | Platzierung             | Ausfallgrund |
| ---- | -------------------- | ---------------------- | ---------------------- | ------------------ | ----------------------- | ------------ |
| 2013 | Prospeed Competition | Porsche 997 GT3-RSR    | Emmanuel Collard       | Sébastien Crubilé  | Rang 36                 |              |
| 2014 | Prospeed Competition | Porsche 997 GT3-RSR    | Emmanuel Collard       | Markus Palttala    | Ausfall                 | Aufhängung   |
| 2015 | AF Corse             | Ferrari 458 Italia GT2 | Emmanuel Collard       | Rui Águas          | Rang 26                 |              |
| 2016 | AF Corse             | Ferrari 458 Italia GT2 | Emmanuel Collard       | Rui Águas          | Rang 27                 |              |
| 2017 | TDS Racing           | Oreca 07               | Emmanuel Collard       | Matthieu Vaxivière | Ausfall                 | Unfall       |
| 2018 | TDS Racing           | Oreca 07               | Loïc Duval             | Matthieu Vaxivière | disqualifiziert         |              |
| 2019 | TDS Racing           | Oreca 07               | Loïc Duval             | Matthieu Vaxivière | Rang 8                  |              |
| 2020 | AF Corse             | Ferrari 488 GTE Evo    | Emmanuel Collard       | Nicklas Nielsen    | Rang 26                 |              |
| 2021 | AF Corse             | Ferrari 488 GTE Evo    | Alessio Rovera         | Nicklas Nielsen    | Rang 25 und Klassensieg |              |
| 2022 | AF Corse             | Oreca 07               | Alessio Rovera         | Nicklas Nielsen    | Rang 24                 |              |
| 2023 | AF Corse             | Oreca 07               | Ben Barnicoat          | Norman Nato        | Ausfall                 | Unfall       |
| 2024 | AF Corse             | Oreca 07               | Ben Barnicoat          | Nicolás Varrone    | Rang 18                 |              |
| 2025 | AF Corse             | Oreca 07               | António Félix da Costa | Matthieu Vaxivière | Rang 26                 |              |

### Einzelergebnisse in der FIA-Langstrecken-Weltmeisterschaft
| Saison  | Team              | Rennwagen                              | 1   | 2   | 3   | 4   | 5   | 6   | 7   | 8   | 9   |
| ------- | ----------------- | -------------------------------------- | --- | --- | --- | --- | --- | --- | --- | --- | --- |
| 2013    | Prospeed AF Corse | Porsche 997 GT3-RSR Ferrari 458 Italia | SIL | SPA | LEM | SAO | AUS | FUJ | SHA | BAH |     |
| 2013    | Prospeed AF Corse | Porsche 997 GT3-RSR Ferrari 458 Italia |     |     | 36  |     |     |     |     | 16  |     |
| 2014    | Prospeed          | Porsche 997 GT3-RSR                    | SIL | SPA | LEM | AUS | FUJ | SHA | BAH | SAO |     |
| 2014    | Prospeed          | Porsche 997 GT3-RSR                    | DNF | 25  | DNF | 27  | 19  | 23  | 25  | 17  |     |
| 2015    | AF Corse          | Ferrari 458 Italia                     | SIL | SPA | LEM | NÜR | AUS | FUJ | SHA | BAH |     |
| 2015    | AF Corse          | Ferrari 458 Italia                     | 17  | 25  | 26  | 25  | 23  | 24  | 21  | 29  |     |
| 2016    | AF Corse          | Ferrari 458 Italia                     | SIL | SPA | LEM | NÜR | MEX | AUS | FUJ | SHA | BAH |
| 2016    | AF Corse          | Ferrari 458 Italia                     | 22  | 20  | 27  | 25  | 23  | 28  | 25  | 25  | 28  |
| 2017    | TDS Racing        | Oreca 07                               | SIL | SPA | LEM | NÜR | MEX | AUS | FUJ | SHA | BAH |
| 2017    | TDS Racing        | Oreca 07                               | 6   | 15  | DNF | 12  | 11  | 11  | 8   | 10  | 13  |
| 2018/19 | TDS Racing        | Oreca 07                               | SPA | LEM | SIL | FUJ | SHA | SEB | SPA | LEM |     |
| 2018/19 | TDS Racing        | Oreca 07                               | 10  | DNF | 10  | 9   | DNF | DNF | 11  | 8   |     |
| 2019/20 | AF Corse          | Ferrari 488 GTE                        | SIL | FUJ | SHA | BAH | AUS | SPA | LEM | BAH |     |
| 2019/20 | AF Corse          | Ferrari 488 GTE                        | 18  | 20  | 22  | 22  | 23  | 18  | 15  | 14  |     |
| 2021    | AF Corse          | Ferrari 488 GTE                        | SPA | POR | MON | LEM | BAH | BAH |     |     |     |
| 2021    | AF Corse          | Ferrari 488 GTE                        | 20  | 28  | 19  | 25  | 22  | 19  |     |     |     |
| 2022    | AF Corse          | Oreca 07                               | SEB | SPA | LEM | MON | FUJ | BAH |     |     |     |
| 2022    | AF Corse          | Oreca 07                               | 12  | 15  | 24  | 12  | 14  | 14  |     |     |     |
| 2023    | AF Corse          | Oreca 07                               | SEB | POR | SPA | LEM | MON | FUJ | BAH |     |     |
| 2023    | AF Corse          | Oreca 07                               | DNF |     |     |     |     |     |     |     |     |
| 2024    | AF Corse          | Oreca 07                               | KAT | IMO | SPA | LEM | SAO | AUS | FUJ | BAH |     |
| 2024    | AF Corse          | Oreca 07                               | 18  |     |     |     |     |     |     |     |     |
| 2025    | AF Corse          | Oreca 07                               | KAT | IMO | SPA | LEM | SAO | AUS | FUJ | BAH |     |
| 2025    | AF Corse          | Oreca 07                               | 26  |     |     |     |     |     |     |     |     |